# Alloteratura sandakanae
Alloteratura sandakanae är en insektsart som beskrevs av Morgan Hebard 1922. Alloteratura sandakanae ingår i släktet Alloteratura och familjen vårtbitare. Inga underarter finns listade i Catalogue of Life.